# 田中樹里
田中 樹里（たなか じゅり、1987年9月26日 - ）は、日本の女性子役。
大阪府出身。

## 略歴
宇治茶CMで芸能界にデビュー。1997年より2年間、NHK教育『天才てれびくん』にてれび戦士として出演。2000年頃に芸能界引退、消息不明。

## 出演

### テレビドラマ
- 雲の上の青い空〜歌手誕生物語〜（1997年、NHK総合）小杉慶子幼少時代 役
- 新・部長刑事 アーバンポリス24（朝日放送）
- 満開!ハッスル家族（1997年、MBS）森美咲 役
- オードリー（2000年、NHK総合）
- 浪花少年探偵団（2000年、NHK教育）

### バラエティ
- 天才てれびくん（1997年4月8日 - 1999年4月2日、NHK教育テレビ） - てれび戦士[3]

### CM
- 百十四銀行 - スチール
- シマヤ
- 全家研、ポピー - スチール
- グンゼ
- 小僧寿し
- 宇治茶
- 小学館、雑誌広告 - スチール
- カイタック - スチール
- 丸紅、分譲マンション - VP
- 井村屋 - VP
- 名塩ウィンディヒルズ - VP
- 任天堂 - VP
- アース製薬 - VP

### 舞台
- ヴィネトゥー
- オリバー